# Базарный, Леонид Фёдорович
Леонид Фёдорович Базарный — советский хозяйственный, государственный и политический деятель, Герой Социалистического Труда.

## Биография
Родился в 1929 году в селе Янкуль. Член КПСС.
С 1946 года — на хозяйственной, общественной и политической работе. В 1946—1989 гг. — участник строительства Невинномысского, Кубань-Калаусского, Право-Егорлыкского и Большого Ставропольского каналов, военнослужащий Советской Армии, машинист бульдозера передвижной механизированной колонны № 16 Ставропольстроя Министерства мелиорации и водного хозяйства РСФСР в городе Черкесск.
Указом Президиума Верховного Совета СССР от 18 февраля 1975 года за проявленную трудовую доблесть на строительстве Большого Ставропольского канала присвоено звание Героя Социалистического Труда с вручением ордена Ленина и золотой медали «Серп и Молот».
Делегат XXV съезда КПСС.
Умер в 2006 году.